# Anopheles earlei
Anopheles earlei es una especie de mosquito del género Anopheles, de la familia Culicidae, orden Diptera. Fue descrita por Vargas en 1943.
Se distribuye por América del Norte: Canadá y Estados Unidos. Las larvas de Anopheles earlei se encuentran en agua fría y clara en estanques y otros pequeños cuerpos de agua que contienen plantas o vegetación.